# Zajonghy Elemér
Zajonghy Elemér; Rummel Ferenc Károly, névváltozat: Brummer (Mohács, 1845. december 28. – Nagykikinda, 1899. március 6.) magyar operaénekes (tenor), színházi rendező, színházigazgató.

## Életútja
Apja Rummel János, tekintélyes kereskedő volt, s fiát is ennek szánta. Édesanyja Vitt Katalin. 1845. december 30-án keresztelték a mohácsi belvárosi római katolikus templomban. Zajonghy a gimnáziumot végezve, otthagyta a boltot, ügyvédnél, majd jegyzőnél dolgozott, végül 1867-ben Szigeti Imre társulatának tagja lett. 1874. május 9-én már fényes operai szerepben mutatkozott be, Kolozsvárott, mint Lyonel (Mártha), 1876 márciusában a budapesti Nemzeti Színház szerződtette. Játékoperákban szépen megállta a helyét; majd a Népszínház segédtenoristája lett, de 1880 nyarán visszatért Kolozsvárra, csak egy-egy nyári évadban szerepelt a Budai Színkörben. Az egész ország ismerte és kedvelte, volt Aradi Gerő, Mosonyi Károly (1883-4), Tóth Béla (1885), Dombay Mihály (1889), társulatánál; 1890-ben maga is igazgató lett. De 1894-ben Rakodczay Pálhoz szerződött, később Deák Péterhez. 1895 őszétől betegsége miatt nem tudta végezni a munkáját, 1898-ban visszavonult, s a következő évben elhunyt. Halmai Imre társulata adta meg a végtisztességet a fiatalon elhunyt művésznek.
Első neje Lucsák Jozefin volt, 1878 augusztusában kötöttek házasságot. Második neje Pethő Júlia, született 1856. március 3-án, Debrecenben és már 1872-ben lépett színpadra; 1909-ben vonult nyugdíjba. Fia Zajongi Komjáti Elemér (1870 k.–Bp., 1937. jan. 8.) tenorista, 1911-ben Komjáthy János társulatánál volt.

## Fontosabb szerepei
- Simon (Millöcker: Koldusdiák)
- Faust (Gounod)
- Alfred (Verdi: Traviata)

## Működési adatai
1866–67: Pécs; 1867–70: Kassa; 1870–71: Arad; 1871–73: Kolozsvár; 1873–74: Kassa; 1874–76: Kolozsvár; 1876–80: Nemzeti Színház; 1880–81: Kolozsvár; 1881–82: Szabadka; 1882–83: Szeged, majd Temesvár, Nagyvárad; 1883–85: Szabadka, ill. Zombor; 1885–86: Szabadka; 1887–89: Temesvár–Pozonyi társ.; 1889–90: Nyitra; 1892–93: Szatmár; 1893–94: Nagybecskerek, Lugos, Pancsova, Fehértemplom; 1894–95: Deák Péter; 1897: Baranyai Mihály; 1897–98: Peterdy Sándor.